# Леру, Эмили
Эмили Леру (фр. Émilie Lerou; 10 апреля 1855, Penne-d'Agenais — 10 февраля 1935, Валанс-д’Ажан) — французская драматическая актриса и писательница, номинант на Нобелевскую премию по литературе 1904 года.

## Биография
Эмили Леру родилась в 1855 году. Прославилась как талантливая драматическая актриса. С 1880 года играла в театре «Комеди-Франсез», а затем в театре «Одеон» в Париже. В числе воплощённых ею образов – Иокаста («Царь Эдип» Софокла), Эвридика («Антигона» Софокла), Агриппина («Британик» Расина), Энона («Федра» Расина), Клитемнестра («Ифигения» Расина), Клеопатра («Родогуна» Корнеля), г-жа Пернель («Тартюф» Мольера) и др.
В 1903 году под псевдонимом Пьер Нахор опубликовала роман «Иисус» (Hiésous) с предисловием Марселя Швоба. В книге, основанной на Евангелии от Иоанна, представлена необычная трактовка жизни Иисуса Христа, что обусловило неоднозначные оценки современников.
В 1904 году член Французской Академии Жюль Кларети выдвинул Эмили Леру на соискание Нобелевской премии по литературе.
В 1908 году вышла в свет книга воспоминаний «Под маской: Жизнь в театре» (Sous le masque: Une vie au théâtre).
Скончалась в 1935 году.

## Избранные произведения
- «Иисус» (Hiésous, 1903)
- «Под маской: Жизнь в театре» (Sous le masque: Une vie au théâtre, 1908)